# Ільяшевич Валеріан Андрійович
Валеріан Андрійович Ільяшевич (15 серпня 1882 — †?) — підполковник Армії УНР.
Народився у м. Хорол Полтавської губернії. Станом на 1 січня 1910 р. — штабс-капітан Кушкінської фортечної артилерії. Останнє звання в російській армії — підполковник.
У 1920 р. — приділений до штабу 6-ї Січової стрілецької дивізії Армії УНР.
Подальша доля невідома.
Дружина - Тетяна Володимирівна, син - Ігор (1905 р.н.)